# Style.
《Style.》(스타일)은 일본의 여성 가수 니시노 카나의 3번째 싱글이다. 2008년 8월 13일에 SME 레코드에서 발매되었다. 전작 〈glowly days〉에서 약 4개월 만의 싱글이며, 표제곡 〈Style.〉은 애니메이션 《소울 이터》의 제2기의 닫는 곡으로도 쓰였다.

## 수록곡
| #            | 제목              | 재생 시간 |
| ------------ | ----------------- | --------- |
| 1.           | 〈Style.〉        | 4:05      |
| 2.           | 〈Stamp〉         | 3:03      |
| 3.           | 〈September 1st〉 | 4:00      |
| 총 재생 시간 | 총 재생 시간      | 11:08     |

## 차트 성적
- 오리콘 싱글 차트: 주간 최고 57위